# Scalmogomphus
Genre
Scalmogomphus est un genre de libellules de la famille des Gomphidae (sous-ordre des Anisoptères).

## Liste des espèces
Selon BioLib (5 octobre 2020) :
- Scalmogomphus bistrigatus (Hagen, 1854)
- Scalmogomphus falcatus Chao, 1990
- Scalmogomphus guizhouensis Zhou & Li, 2000
- Scalmogomphus wenshanensis Zhou, Zhou & Lu, 2005